# Municipio de Shamrock (Minnesota)
El municipio de Shamrock (en inglés: Shamrock Township) es un municipio ubicado en el condado de Aitkin en el estado estadounidense de Minnesota. En el año 2010 tenía una población de 1272 habitantes y una densidad poblacional de 13,81 personas por km².

## Geografía
El municipio de Shamrock se encuentra ubicado en las coordenadas 46°43′24″N 93°15′11″O / 46.72333, -93.25306. Según la Oficina del Censo de los Estados Unidos, el municipio tiene una superficie total de 92.08 km², de la cual 63,53 km² corresponden a tierra firme y (31 %) 28.55 km² es agua.

## Demografía
Según el censo de 2010, había 1272 personas residiendo en el municipio de Shamrock. La densidad de población era de 13,81 hab./km². De los 1272 habitantes, el municipio de Shamrock estaba compuesto por el 94,42 % blancos, el 0,08 % eran afroamericanos, el 4,48 % eran amerindios, el 0,16 % eran asiáticos y el 0,86 % eran de una mezcla de razas. Del total de la población el 1,02 % eran hispanos o latinos de cualquier raza.